# Čížky
Čížky jsou vesnice, část obce Úsuší v okrese Brno-venkov v Jihomoravském kraji. Nacházejí se v Křižanovské vrchovině, asi 1,5 km na jihovýchod od Úsuší. Vsí prochází silnice II/379. Žije zde 58 obyvatel. Katastrální území Čížek má rozlohu 1,54 km².

## Název
S největší pravděpodobností je jméno vesnice (vlastně Číšky) zdrobnělina původního Čechy, což bylo označení obyvatel vsi, množné číslo osobního jména Čech (to buď označovalo obyvatele české země nebo to byla domácká podoba některého jména začínajícího na Če- (např. Čěslav, Čěmysl, Čěrad)) a znamenalo "Čechovi" (Čechova rodina). Méně pravděpodobně bylo základovým osobním jménem Číšek (zdrobnělina od Čech) nebo Čížek (totožné s obecným čížek) při stejném významu místního jména. Nepravděpodobné ale možné je i to, že Čížky jsou zdrobnělina původního Čížice, které by (ve výchozím tvar Čížici) označovalo obyvatele vsi poddané jejímu majiteli Čížovi (jméno významem totožné s Čížek). Jméno se psalo jako Čížky i Číšky, dnešní pravopis se ustálil v 19. století (mimo jiné vlivem vesnických jmen Čížov).

## Historie
První písemná zmínka o vsi je z roku 1398. Součástí Úsuší jsou Čížky od roku 1850.

## Obyvatelstvo
| Rok            | 1869 | 1880 | 1890 | 1900 | 1910 | 1921 | 1930 | 1950 | 1961 | 1970 | 1980 | 1991 | 2001 | 2011 | 2021 |
| -------------- | ---- | ---- | ---- | ---- | ---- | ---- | ---- | ---- | ---- | ---- | ---- | ---- | ---- | ---- | ---- |
| Počet obyvatel | 129  | 115  | 94   | 106  | 100  | 92   | 110  | 92   | 79   | 77   | 71   | 64   | 62   | 64   | 58   |
| Počet domů     | 10   | 14   | 15   | 15   | 15   | 15   | 16   | 18   | —    | 17   | 16   | 19   | 21   | 23   | 24   |

Vývoj počtu obyvatel